# Municipio de Zempoala
El municipio de Zempoala es uno de los ochenta y cuatro municipios que conforman el estado de Hidalgo en México. La cabecera municipal es la localidad de Zempoala y la localidad más poblada es Privadas Santa Matilde.
El municipio se localiza al sur del territorio hidalguense entre los paralelos 19° 48’ y 20° 03’ de latitud norte; los meridianos 98° 31’ y 98° 50’ de longitud oeste; con una altitud de entre 2400 y 2900 m s. n. m. Este municipio cuenta con una superficie de 319.91 km², y representa el 1.54 % de la superficie del estado. Se encuentra entre las regiones geográfica de Cuenca de México (Valle de Tizayuca) y los llanos de Apan (Altiplanicie pulquera).
Colinda al norte con los municipios de Pachuca de Soto, Mineral de la Reforma y Epazoyucan; al este con los municipios de Singuilucan y Tlanalapa; al sur el municipio de Tlanalapa y el estado de México; al oeste con el estado de México y los municipios de Villa de Tezontepec, Zapotlán de Juárez y Pachuca de Soto.

## Toponimia
Zempoala deriva su nombre de Cempoalla, que se deriva de las raíces nahoas Compehualli que significa "veinte" y “lan” o “tlan” que significa, "lugar de"; estas raíces dan lugar a las siguientes interpretaciones: "lugar de veintes", donde se venera el veinte o lugar donde se realizaba el mercado cada veinte días.

## Geografía

### Relieve e hidrográfica
En cuanto a fisiografía se encuentra dentro de la provincia del Eje Neovolcánico; dentro de la subprovincia del Lagos y Volcanes de Anáhuac. Su territorio es lomerío (54.0%), llanura (26.0%) y sierra (20.0%).
En cuanto a su geología corresponde al periodo neógeno (65.7%) y cuaternario (31.0%). Con rocas tipo extrusiva: volcanoclástico (34.7%), basalto (11.0%), andesita (9.0%), brecha volcánica básica (3.0%) y toba ácida (1.0%) Sedimentaria: conglomerado (10.0%) y brecha sedimentaria (1.0%) Suelo: aluvial (27.0%). En cuanto a cuanto a edafología el suelo dominante es phaeozem (60.0%), leptosol (29.7%), regosol (5.0%) y cambisol (2.0%).
En lo que respecta a la hidrología se encuentra posicionado en la región hidrológica del Pánuco (3.0%); en las cuencas del río Moctezuma; dentro de las subcuenca del río Tezontepec. La hidrografía está constituida por jagüeyes, aljibes, pozos de agua y pequeñas presas entre ellas se encuentran la Presa Enciso, la Presa de Arcos y la Presa de San José.

### Clima
El municipio presenta una variedad de climas, Semiseco templado (96.0%), templado subhúmedo con lluvias en verano, de menor humedad (3.0%) y semifrío subhúmedo con lluvias en verano, de mayor humedad (1.0%). Registra una temperatura media anual de 14.3 °C., con una precipitación pluvial de 494 milímetros por año y el período de lluvias es de junio a septiembre.

### Ecología
En flora tiene una vegetación de cactus, arbustos leñosos de diversos tipos, el árbol de pirul, destaca también el Capulín y hierbas pequeñas de diversos tipos. En cuanto a fauna se cuenta con venado, la ardilla, el conejo, la liebre, el coyote, el gato montés, la tuza, el hurón, el zorrillo y diversos roedores de campo.

## Demografía

### Población
De acuerdo a los resultados que presentó el Censo Población y Vivienda 2020 del INEGI, el municipio cuenta con un total de 57 906 habitantes, siendo 27 906 hombres y 30 000 mujeres. Tiene una densidad de 181.0 hab/km², la mitad de la población tiene 31 años o menos, existen 91 hombres por cada 100 mujeres.
El porcentaje de población que habla lengua indígena es de 0.88 %, el porcentaje de población que se considera afromexicana o afrodescendiente es de 2.07 %. Tiene una Tasa de alfabetización de 99.2 % en la población de 15 a 24 años, de 96.5 % en la población de 25 años y más. El porcentaje de población según nivel de escolaridad, es de 2.8 % sin escolaridad, el 43.6 % con educación básica, el 26.8 % con educación media superior, el 26.6 % con educación superior, y 0.2 % no especificado.
El porcentaje de población afiliada a servicios de salud es de 63.9 %. El 51.9 % se encuentra afiliada al IMSS, el 22.7 % al INSABI, el 20.5 % al ISSSTE, 0.9 % IMSS Bienestar, 1.4 % a las dependencias de salud de PEMEX, Defensa o Marina, 3.1 % a una institución privada, y el 1.1 % a otra institución. El porcentaje de población con alguna discapacidad es de 5.3 %. El porcentaje de población según situación conyugal, el 34.2 % se encuentra casada, el 33.0 % soltera, el 21.7 % en unión libre, el 4.6 % separada, el 2.4 % divorciada, el 4.0 % viuda.
Para 2020, el total de viviendas particulares habitadas es de 17 477 viviendas, representa el 2.0 % del total estatal. Con un promedio de ocupantes por vivienda 3.3 personas. Predominan las viviendas con tabique y block. En el municipio para el año 2020, el servicio de energía eléctrica abarca una cobertura del 99.4 %; el servicio de agua entubada un 77.9 %; el servicio de drenaje cubre un 98.4 %; y el servicio sanitario un 98.7 %.

### Localidades
Para el año 2020, de acuerdo al Catálogo de Localidades, el municipio cuenta con 79 localidades.
| Código INEGI | Localidad                          | Población (2020) | Porcentaje (%) | Ámbito Población | Categoría Población |
| ------------ | ---------------------------------- | ---------------- | -------------- | ---------------- | ------------------- |
| 130830133    | Privadas Santa Matilde             | 17 589           | 30.375         | Urbana           | Pueblo              |
| 130830001    | Zempoala                           | 7205             | 12.443         | Urbana           | Cabecera municipal  |
| 130830102    | Lindavista                         | 4157             | 7.179          | Urbana           | Comunidad           |
| 130830023    | Jagüey de Téllez (Estación Téllez) | 3639             | 6.284          | Urbana           | Comunidad           |
| 130830026    | Santiago Tepeyahualco              | 2514             | 4.342          | Urbana           | Comunidad           |
| 130830029    | San Pedro Tlaquilpan               | 2426             | 4.190          | Rural            | Comunidad           |
| 130830060    | El Mirador                         | 2385             | 4.119          | Rural            | Comunidad           |
| 130830021    | Santo Tomás                        | 2053             | 3.545          | Rural            | Comunidad           |
| 130830134    | Villas de San Marcos               | 1203             | 2.078          | Rural            | Comunidad           |
| 130830015    | San Agustín Zapotlán               | 1197             | 2.067          | Rural            | Comunidad           |
| 130830002    | Acelotla de Ocampo                 | 1179             | 2.036          | Rural            | Comunidad           |
| 130830017    | San Gabriel Azteca                 | 1117             | 1.929          | Rural            | Comunidad           |
| 130830016    | San Antonio Oxtoyucan              | 962              | 1.661          | Rural            | Comunidad           |
| 130830019    | Santa María Tecajete               | 949              | 1.639          | Rural            | Comunidad           |
| 130830032    | Villa Margarita                    | 857              | 1.480          | Rural            | Comunidad           |
| 130830006    | Santa Cruz                         | 792              | 1.368          | Rural            | Comunidad           |
| 130830007    | Francisco Villa                    | 742              | 1.281          | Rural            | Comunidad           |
| 130830030    | La Trinidad                        | 659              | 1.138          | Rural            | Comunidad           |
| 130830028    | San Mateo Tlajomulco               | 654              | 1.129          | Rural            | Comunidad           |
| 130830136    | Bosques de Matilde                 | 636              | 1.098          | Rural            | Comunidad           |
| 130830037    | Buenavista                         | 513              | 0.886          | Rural            | Comunidad           |
| 130830135    | Nueva Esperanza                    | 499              | 0.862          | Rural            | Ranchería           |
| 130830031    | Venustiano Carranza                | 436              | 0.753          | Rural            | Ranchería           |
| 130830080    | El Barrio Casas Coloradas          | 400              | 0.691          | Rural            | Ranchería           |
| 130830138    | Los Ciruelos                       | 361              | 0.623          | Rural            | Ranchería           |
| 130830045    | Santa Gertrudis                    | 318              | 0.549          | Rural            | Ranchería           |
| 130830009    | Guadalupe Santa Rita de Arriba     | 312              | 0.539          | Rural            | Ranchería           |
| 130830137    | Villa Fontana                      | 279              | 0.482          | Rural            | Ranchería           |
| 130830025    | Tepa el Grande                     | 268              | 0.463          | Rural            | Ranchería           |
| 130830027    | Tepozoyucan                        | 263              | 0.454          | Rural            | Ranchería           |
| 130830046    | San Cristóbal el Grande            | 167              | 0.288          | Rural            | Ranchería           |
| 130830130    | El Mirador Sexta Sección           | 118              | 0.204          | Rural            | Ranchería           |
| 130830042    | La Cuchilla                        | 110              | 0.190          | Rural            | Ranchería           |
| 130830071    | Alfonso Corona del Rosal           | 101              | 0.174          | Rural            | Ranchería           |
| 130830128    | Las Palmas                         | 85               | 0.147          | Rural            | Ranchería           |
| 130830132    | Palmitas [Colonia]                 | 84               | 0.145          | Rural            | Ranchería           |
| 130830126    | San Juan Tepemazalco               | 75               | 0.130          | Rural            | Ranchería           |
| 130830131    | Santa María                        | 62               | 0.107          | Rural            | Ranchería           |
| 130830074    | El Potrero                         | 57               | 0.098          | Rural            | Ranchería           |
| 130830008    | Rancho Luna                        | 56               | 0.097          | Rural            | Ranchería           |
| 130830086    | Nueva San Agustín [Colonia]        | 44               | 0.076          | Rural            | Ranchería           |
| 130830140    | El Carril Ancho                    | 36               | 0.062          | Rural            | Ranchería           |
| 130830093    | Los Laureles [Rancho]              | 36               | 0.062          | Rural            | Ranchería           |
| 130830034    | Zontecomate                        | 34               | 0.059          | Rural            | Ranchería           |
| 130830077    | La Isla                            | 32               | 0.055          | Rural            | Ranchería           |
| 130830047    | Exhacienda San Antonio Tochatlaco  | 25               | 0.043          | Rural            | Ranchería           |
| 130830115    | Ojo de Agua                        | 22               | 0.038          | Rural            | Ranchería           |
| 130830087    | La Grava                           | 19               | 0.033          | Rural            | Ranchería           |
| 130830124    | Roberto Islas                      | 15               | 0.026          | Rural            | Ranchería           |
| 130830022    | Exhacienda de Tecajete             | 14               | 0.024          | Rural            | Ranchería           |
| 130830020    | Exhacienda Santa Rita del Sauz     | 11               | 0.019          | Rural            | Ranchería           |
| 130830100    | La Luz [Rancho]                    | 11               | 0.019          | Rural            | Ranchería           |
| 130830090    | Rancho Viejo                       | 11               | 0.019          | Rural            | Ranchería           |
| 130830118    | El Cristo [Rancho]                 | 10               | 0.017          | Rural            | Ranchería           |
| 130830129    | Las Palmas                         | 10               | 0.017          | Rural            | Ranchería           |
| 130830014    | Las Palomas                        | 9                | 0.016          | Rural            | Ranchería           |
| 130830095    | Pozo el Llano                      | 9                | 0.016          | Rural            | Ranchería           |
| 130830089    | Rancho Berlín                      | 8                | 0.014          | Rural            | Ranchería           |
| 130830119    | El Obregón [Rancho]                | 6                | 0.010          | Rural            | Ranchería           |
| 130830062    | La Providencia                     | 6                | 0.010          | Rural            | Ranchería           |
| 130830058    | Rancho Guadalupe                   | 6                | 0.010          | Rural            | Ranchería           |
| 130830055    | Bachimba [Rancho]                  | 5                | 0.009          | Rural            | Ranchería           |
| 130830105    | El Caracol [Rancho]                | 5                | 0.009          | Rural            | Ranchería           |
| 130830088    | Las Lomas (Los Galleros)           | 5                | 0.009          | Rural            | Ranchería           |
| 130830064    | San José Tetecuintla               | 5                | 0.009          | Rural            | Ranchería           |
| 130830059    | Exhacienda Guadalupe Arcos         | 4                | 0.007          | Rural            | Ranchería           |
| 130830035    | Hacienda Tepa el Chico             | 4                | 0.007          | Rural            | Ranchería           |
| 130830011    | Rancho Margarita                   | 4                | 0.007          | Rural            | Ranchería           |
| 130830142    | Coatepec                           | 3                | 0.005          | Rural            | Ranchería           |
| 130830122    | Las Palomas [Rancho]               | 3                | 0.005          | Rural            | Ranchería           |
| 130830111    | San Hipólito [Rancho]              | 3                | 0.005          | Rural            | Ranchería           |
| 130830076    | Santa Cruz                         | 3                | 0.005          | Rural            | Ranchería           |
| 130830084    | Casa Vieja                         | 2                | 0.003          | Rural            | Ranchería           |
| 130830123    | La Rinconada                       | 2                | 0.003          | Rural            | Ranchería           |
| 130830116    | Cerro Pelón [Rancho]               | 1                | 0.002          | Rural            | Ranchería           |
| 130830117    | El Chocolin [Rancho]               | 1                | 0.002          | Rural            | Ranchería           |
| 130830141    | La Florencia                       | 1                | 0.002          | Rural            | Ranchería           |
| 130830048    | Mazatepec                          | 1                | 0.002          | Rural            | Ranchería           |
| 130830085    | Santa Isabel                       | 1                | 0.002          | Rural            | Ranchería           |

## Política
Se erigió como municipio el 6 de agosto de 1824. El Honorable Ayuntamiento está compuesto por: un Presidente Municipal, un Síndico, 12 Regidores, y 36 Delegados municipales. De acuerdo al Instituto Nacional electoral (INE) el municipio está integrado por 17 secciones electorales, de la 1627 a la 1643.
Para la elección de diputados federales a la Cámara de Diputados de México y diputados locales al Congreso de Hidalgo, se encuentra integrado al VII Distrito Electoral Federal de Hidalgo, y al XVIII Distrito Electoral Local de Hidalgo. A nivel estatal administrativo pertenece a la Macrorregión I y a la Microrregión XV, además de a la Región Operativa I Pachuca.

### Cronología de presidentes municipales
| Periodo                  | Nombre                             | Afiliación política                                  |
| ------------------------ | ---------------------------------- | ---------------------------------------------------- |
| 1869-1873                | Nicanor Olvera                     | -                                                    |
| 1874                     | Luis Enciso                        | -                                                    |
| 1875                     | Cesáreo Enciso Montaño             | -                                                    |
| 1876                     | Juan Olvera                        | -                                                    |
| 1877                     | Luis Enciso                        | -                                                    |
| 1877                     | José Cruz                          | -                                                    |
| 1878                     | Nicanor Olvera                     | -                                                    |
| 1878                     | Luis Enciso                        | -                                                    |
| 1879-1981                | Juan Olvera                        | -                                                    |
| 1882                     | Quirino Olvera                     | -                                                    |
| 1883                     | Antonio Vásquez                    | -                                                    |
| 1884                     | Juan Olvera                        | -                                                    |
| 1885-1886                | Nicanor Olvera                     | -                                                    |
| 1887                     | Juan Olvera                        | -                                                    |
| 1888                     | Felipe Arriaga                     | Suplente                                             |
| 1888- 1897               | Juan Olvera                        | -                                                    |
| 1898                     | Guadalupe Arriaga                  | Suplente                                             |
| 1899                     | Francisco Vásquez                  | Suplente                                             |
| 1899-1900                | Pedro Vásquez                      | -                                                    |
| 1901-1903                | Guadalupe Arriaga                  | -                                                    |
| 1903-1904                | Pedro Vásquez                      | -                                                    |
| 1905                     | Francisco Vásquez                  | Suplente                                             |
| 1905-1910                | Pedro Vásquez                      | -                                                    |
| 1911                     | Encarnación Peñafiel               | -                                                    |
| 1911-1912                | José Carrero                       | Interino                                             |
| 1913                     | Benito Ruiz                        | Suplente                                             |
| 1913                     | Luis Enciso                        | -                                                    |
| 1914                     | Benito Ruiz                        | Suplente                                             |
| 1914                     | Luis Enciso                        | -                                                    |
| 1914                     | Encarnación Peñafiel               | Interino                                             |
| 1914                     | Miguel Granillo                    | Provisional                                          |
| 1915                     | Francisco Javier Alemán            | Provisional                                          |
| 1915                     | Agustín Bonilla                    | Presidente de la Junta Administrativa Civil          |
| 1915-1916                | José Carrero                       | Presidente de la Junta Administrativa Civil          |
| 1916                     | Eulogio E. Reyes                   | Presidente de la Junta Administrativa Civil          |
| 1916                     | Adalberto Peñafiel                 | Presidente Interino de la Junta Administrativa Civil |
| 1916                     | Gil Vásquez                        | -                                                    |
| 1916                     | Joaquín Vásquez                    | -                                                    |
| 1916                     | Enrique Vásquez                    | -                                                    |
| 1916-1917                | Manuel Barrera                     | Suplente                                             |
| 1917                     | Manuel Barrera                     | Suplente                                             |
| 1917-1918                | Enrique Vásquez                    | -                                                    |
| 1918                     | Enrique Vásquez                    | -                                                    |
| 1918-1919                | Francisco Javier Alemán            | -                                                    |
| 1920                     | Juan Aguilar                       | Suplente                                             |
| 1920-1921                | Fernando Vásquez                   | -                                                    |
| 1922-1923                | Miguel Granillo                    | -                                                    |
| 1923                     | Leobardo SuarezPor                 | Ministerio de ley                                    |
| 1924                     | Jesús Bonilla                      | Presidente de la Junta Administrativa Civil          |
| 1924                     | Juan Aguilar                       | Presidente de la Junta Administrativa Civil          |
| 1924-1925                | Ángel Samperio                     | -                                                    |
| 1925                     | Ascensión J. Cruz                  | Presidente de la Junta Administrativa Civil          |
| 1925                     | Lorenzo Gutiérrez                  | Presidente de la Junta Administrativa Civil          |
| 1925-1927                | Benjamín Bautista                  | -                                                    |
| 1928                     | Miguel Barrera                     | -                                                    |
| 1928-1929                | Juan Peña                          | Suplente                                             |
| 1929                     | Benjamín Reyes                     | Ministerio de ley                                    |
| 1930                     | Pipino Cuevas                      | -                                                    |
| 1930-1931                | Jesús Ramírez                      | Suplente                                             |
| 1932-1933                | Toribio Lucio                      | -                                                    |
| 1934-1935                | David Meneses                      | -                                                    |
| 1936-1937                | Silvino Espejel                    | -                                                    |
| 1937                     | Bartolo Peña                       | Suplente                                             |
| 1938-1939                | Jesús Ramírez                      | -                                                    |
| 1940-1941                | Lorenzo Ruiz                       | -                                                    |
| 1942-1943                | Cirilo Campos                      | -                                                    |
| 1944-1945                | Ascensión Hernández                | -                                                    |
| 1946-1948                | Vicente Peña Valdés                | -                                                    |
| 1949-1951                | Jesús Guadalupe Peña Hernández     | -                                                    |
| 1952                     | Tiburcio Roldán Blancas            | -                                                    |
| 1953-1954                | Rosendo Martínez Ortega            | Interino                                             |
| 1955-1957                | Arturo Espinoza Vásquez            | -                                                    |
| 1958-1961                | Delfino Castillo Gonzales          | -                                                    |
| 1961-1964                | Arnulfo Ávila Hernández            | -                                                    |
| 1964-1967                | Isaac Ortega Velázquez             | -                                                    |
| 1967-1970                | Palemón Huesca Domínguez           | -                                                    |
| 1970-1973                | Pedro Suárez Hernández             | -                                                    |
| 1973-1976                | Cipriano Islas Baños               | -                                                    |
| 1976-1979                | Patricio Ramírez Ríos              | -                                                    |
| 1979-1982                | Esteban Jiménez Montaño            | -                                                    |
| 1982-1985                | Hortensia Ramírez de Ubilla        | -                                                    |
| 1985-1988                | Ariel Meneses Pérez                | -                                                    |
| 1988-1991                | Francisco Ávila Torres             | -                                                    |
| 1991-1992                | Hortensia Ramírez de Ubilla        | -                                                    |
| 1992                     | Gelasio Ramírez Roldán             | Provisional                                          |
| 1992                     | Francisco Peña Cruz                | Suplente                                             |
| 1992-1994                | Lorenzo Vera Osorno                | Suplente                                             |
| 16/01/1994 al 15/01/1997 | Efraín Ramírez Gutiérrez           | PRI                                                  |
| 16/01/1997 al 1998       | Víctor Luna Cruz                   | PRI                                                  |
| 1999 al 15/01/2000       | Lázaro López Alarcón               | Suplente                                             |
| 16/01/2000 al 15/01/2003 | José Lázaro Vera Jiménez           | PRI                                                  |
| 16/01/2003 al 15/01/2006 | Gelacio Ramírez Roldan             | PRI                                                  |
| 16/01/2006 al 15/01/2009 | Vicente Suárez Hernández           | PRI                                                  |
| 16/01/2009 al 15/01/2012 | Guillermo Nicolás Martínez Sánchez | PRI                                                  |
| 16/01/2012 al 04/09/2016 | Selene Peña Ávila                  | PRI                                                  |
| 05/09/2016 al 04/09/2020 | Héctor Meneses Arrieta             | PRI                                                  |
| 05/09/2020 al 14/12/2020 | Rogaciano Meneses Curiel           | Concejo Municipal Interino                           |
| 15/12/2020 al 04/09/2024 | Jesús Hernández Juárez             | PRI                                                  |
| 15/12/2020 al 04/09/2024 | Francisco Sinuhe Ramírez Oviedo    | PANALH                                               |

## Economía
En 2015 el municipio presenta un IDH de 0.764 Alto, por lo que ocupa el lugar 15.° a nivel estatal; y en 2005 presentó un PIB de $1,426,464,885.00 pesos mexicanos, y un PIB per cápita de $52,188.00 (precios corrientes de 2005).
De acuerdo con el Consejo Nacional de Evaluación de la Política de Desarrollo Social (Coneval), el municipio registra un Índice de Marginación Bajo. El 42.9% de la población se encuentra en pobreza moderada y 8.2% se encuentra en pobreza extrema. En 2015, el municipio ocupó el lugar 11 de 84 municipios en la escala estatal de rezago social.
A datos de 2015, en materia de agricultura predominan principalmente los cultivos de cebada grano con una superficie sembrada de 13 668 hectáreas, maíz grano con 2310 hectáreas avena forrajera con 1,610 hectáreas de superficie sembrada, entre otras de menor tamaño. En ganadería se cría el ganado bovino de leche y carne, con una población de 1170 cabezas, porcino con 3596 cabezas, ovino con 10 374 cabezas, caprino con 1377 cabezas y 2 704 796 aves de corral.
Para 2015 se cuenta con 835 unidades económicas, que generaban empleos para 2074 personas. En lo que respecta al comercio, se cuenta con seis tianguis, ocho tiendas Diconsa y doce lecheras Liconsa. De acuerdo con cifras al año 2015 presentadas en los censos económicos del INEGI, la Población Económicamente Activa (PEA) del municipio asciende a 17 968 personas de las cuales 17 269 se encuentran ocupadas y 699 se encuentran desocupadas. El 7.26%, pertenece al sector primario, el 33.91% pertenece al sector secundario, el 57.15% pertenece al sector terciario y el 1.68% no especificaron.